# Aleación intersticial
Una aleación intersticial es aquella en la cual los átomos de soluto se colocan en los espacios intersticiales del metal (disolvente). Es condición necesaria que el átomo de soluto sea suficientemente pequeño para que al ocupar su posición no altere notablemente la energía del cristal.
En general, la solubilidad intersticial en los metales es muy limitada dado que los átomos metálicos se disponen en estructuras compactas.
Un ejemplo de aleación intersticial es el carbono añadido al hierro para la fabricación de aceros.
- Datos: Q5664557